# معدن کاپان
معدن کاپان (انگلیسی: Kapan mine) یکی از بزرگترین معادن طلا در کشور ارمنستان می‌باشد. این معدن در استان سیونیک در جنوب شرق ارمنستان واقع شده است. برآورده شده که ذخایر این معدن ۵٫۱۵ تن اونس طلا و ۹۵٫۶ تن اونس نقره می‌باشد. ذخایر سنگ آهن این معدن همچنین بالغ بر ۳۳۵٫۸ میلیون تن با درجه‌بندی ۰٫۱۱٪ مس و ۰٫۴۱٪ روی می‌باشد.